# Чёрная Ушлонка
Чёрная Ушлонка (Чёрная) — река в Ярославской области России, правый приток Ушлонки. Начинается около деревни Дубовик, течёт на юг. Протекает через деревни Ухринский, Рыбино, Саблино, Георгиевское, Великино, в нижнем течении через населённые пункты река не протекает. Устье реки находится в 4,6 км по правому берегу реки Ушлонка между деревнями Дитино и Иванниками. Длина реки составляет 22 км.

## Данные водного реестра
По данным государственного водного реестра России относится к Верхневолжскому бассейновому округу, водохозяйственный участок реки — Рыбинское водохранилище до Рыбинского гидроузла и впадающие в него реки, без рек Молога, Суда и Шексна от истока до Шекснинского гидроузла, речной подбассейн реки — Реки бассейна Рыбинского водохранилища. Речной бассейн реки — (Верхняя) Волга до Куйбышевского водохранилища (без бассейна Оки).
Код объекта в государственном водном реестре — 08010200412110000010157.